# Saint-Germier (Tarn)
Saint-Germier is een gemeente in het Franse departement Tarn (regio Occitanie) en telt 139 inwoners (2004). De plaats maakt deel uit van het arrondissement Castres.

## Geografie
De oppervlakte van Saint-Germier bedraagt 4,2 km², de bevolkingsdichtheid is 33,1 inwoners per km².
De onderstaande kaart toont de ligging van Saint-Germier (Tarn) met de belangrijkste infrastructuur en aangrenzende gemeenten.

## Demografie
Onderstaande figuur toont het verloop van het inwonertal (bron: INSEE-tellingen).